# Patricia Spehar
Pour les articles homonymes, voir Spehar.
Patricia Spehar, née le 13 septembre 1975 à Paris, est une reine de beauté et comédienne française.
Elle a été élue Miss Paris 1996, puis Miss France 1997. Elle est la 67e Miss France.

## Biographie

### Enfance
Patricia Spehar est d'origine croate. Elle est née à Paris et a grandi à Lésigny en Seine-et-Marne.

### Miss Paris
En 1996, Patricia Spehar est étudiante en maîtrise de sciences de gestion à la Sorbonne à Paris. Elle fait également partie de l'association SOS Croatie. À l'occasion d'un concert organisé par l'association, elle est élue Miss Croate de France.[réf. souhaitée] Geneviève Leblanc, bras droit de la présidente du Comité Miss France Geneviève de Fontenay, incite Patricia à se présenter à l'élection de Miss Paris 1996 qu'elle remporte et se qualifie donc pour l'élection de Miss France 1997.

### Miss France

#### Élection de Miss France 1997
L'élection de Miss France 1997 a lieu au Palais des congrès du Futuroscope le 13 décembre 1996, présentée par Jean-Pierre Foucault et retransmise en direct sur TF1. Patricia Spehar fait partie des 44 Miss régionales candidates au titre de Miss France. Elle est élue Miss France 1997 à 21 ans, et succède à Laure Belleville, Miss France 1996.
Patricia Spehar est la quatorzième Miss Paris élue Miss France, et la première depuis Valérie Pascal, Miss France 1986.

#### Concours Miss Univers
Le 28 mai 1997, Patricia Spehar représente la France au concours Miss Univers à Mexico. Elle se classe 37e sur les 74 participantes.

#### Remise de son titre
Le 13 décembre 1997, à Deauville et en direct sur TF1, elle remet la couronne de Miss France à Sophie Thalmann, Miss Lorraine élue Miss France 1998.

### Autres représentations

#### Concours Miss International
En 1998, bien que Sophie Thalmann soit la Miss France en titre, Patricia Spehar représente la France au concours Miss International qui se déroule le 26 septembre 1998 au Koseinenkin Kaikin Hall de Tokyo (Japon). Elle est demi-finaliste de l'élection.

#### Jurée de l'élection de Miss France
Le 9 décembre 2000, elle fait partie du jury de l'élection de Miss France 2001 qui se déroule à Monaco et retransmise en direct sur TF1.

### Carrière de comédienne
Particia Spehar est devenue comédienne. Elle joue au théâtre, et à la télévision :
En 2009, elle apparaît dans un épisode de la série Femmes de loi (saison 8, épisode 5 : Soirées privées). La même année, elle joue au théâtre dans la pièce Mission bébé de Carine juin, mise en scène par Nicolas Norest.
Elle joue dans les courts-métrages Le Fantôme de Laurely de Guilhem Machenaud en 2013, Oui je le veux de Cyril Ferment en 2015.

## Doublage
Sources : RS Doublage et crédits de fin.

### Cinéma

#### Films
- Nicola Correia-Damude dans :
  - The Holiday Calendar (2018) : la maire Patricia Martinez
  - Die in a Gunfight (en) (2021) : Nancy Gibbon
- 2012 : Good Deeds : le principal MacKey (Jennifer Van Horn)
- 2015 : Monsieur Nounou : Kim (Birte Rehberg) et la directrice de l'agence (Caroline Rapp)
- 2017 : Line of Fire : Desiree Steed (Jenny Gabrielle) et l'infirmière (Lauren Myers)
- 2018 : Overboard : Amanda (Emily Maddison) et l'infirmière (Morgan Brayton)
- 2018 : Attaque à Mumbai : Prahba (Zenia Starr)
- 2019 : Les Baronnes : Maria Coretti (Annabella Sciorra) et Donna (Tina Benko)
- 2019 : Le Silence de la ville blanche : Aitana (Itziar Atienza) et le docteur Guevara (Itziar Ituño)
- 2019 : Scandale : Alicia (Katie Aselton)
- 2019 : The Wedding Year : Ellie (Anna Camp)
- 2019 : The Informer : l'agent de l'OPR (Lena Kaminsky)
- 2019 : Brexit: The Uncivil War : Mary Wakefield (Liz White) (version Nice Fellow)
- 2020 : Hooking Up : Melanie (Jenna Laurenzo)
- 2021 : Mother/Android : Dr Howe (Kate Avallone)
- 2021 : Rendez-vous à Mexico : la mère de Dani (Celina del Villar)
- 2021 : South of Heaven (en) : la gouvernante (Eleanor T. Threatt)
- 2021 : Désigné coupable : Cathy Taylor (Justine Mitchell)
- 2021 : Hitman and Bodyguard 2 : Veronika (Gabriella Wright)
- 2021 : Swan Song : ? (?)
- 2022 : Les Crimes du futur : Odile (Denise Capezza)
- 2022 : Blacklight : Sarah (Caroline Brazier)
- 2022 : Le Couteau par la lame : Leila Maloof (Ahd Kamel)
- 2022 : Sous sa coupe (es) : ? (?)
- 2022 : I Want You Back (en) : ? (?)
- 2022 : Amour entre adultes : ? (?)
- 2022 : Rainbow (es) : ? (?)
- 2022 : Pour le meilleur et pour de faux (pt) : Soraya (Danielle Winits)
- 2023 : À travers ma fenêtre 2 : L'Amour pour horizon : ? (?)
- 2024 : Five Blind Dates (en) : ? (?)
- 2024 : Marie : ? (?)

#### Films d'animation
- 2024 : Mon oni à moi : Shimako Yamashita

### Télévision

#### Téléfilms
- 1996 : Le Fantôme de Canterville : Lucille Otis (Cherie Lunghi)
- 2012 : Girls attitude : mode d'emploi : Alice Harford (Kendall Cross)
- 2017 : Noël avec ma fille : Christina (Lucie Guest)[2]
- 2017 : À la recherche d'un père Noël : Amy (Laura Mitchell)
- 2018 : Le Lycée des vanités : L. Turner (Ginger Gilmartin)
- 2019 : L'empreinte des tueurs : Bianca Battini (Luciana Caglioti)
- 2020 : Mia, 17 ans pour toujours : Alani (Keikilani Grune)
- 2021 : Dans la peau de sa fiancée... : l'inspecteur Sanchez (Jennifer Patino)[3]

#### Séries télévisées
- Erica Frene dans :
  - Lodge 49 (en) (2018) : Tara (saison 1, épisode 7)
  - MacGyver (2019) : Jenna (saison 3, épisode 18)

- Rachael Thompson dans :
  - MacGyver (2019) : la directrice de la technologie (saison 3, épisode 22)
  - The Girl from Plainville (2022) : Val (mini-série)

- Annie Hägg dans :
  - FBI: Most Wanted (2020) : Lena Kelerman (saison 1, épisode 3)
  - Blacklist (2021) : Nina Kurylenko (saison 8, épisode 8)

- Carolina Gutierrez dans :
  - The L Word: Generation Q (2021) : Marissa (saison 2)
  - NCIS : Los Angeles (2022) : Emma Ruiz (saison 13, épisode 19)

- 2018 : Les Demoiselles du téléphone : Miriam Expósito (Carlota Baró) (saison 3)
- 2018 : Stockholm Requiem : Ellen Melin (Lena B. Eriksson (sv))
- 2018-2023 : New Amsterdam : Gladys (Megan Byrne) (33 épisodes)
- 2019 : Love Alarm : Jeong Mi-mi (Song Seon-mi (en)) (saison 1)
- 2019-2021 : Succession : Maria (Martha Millan) (saison 2, épisode 4) et Sacha (Talia Thiesfield) (saison 2, épisode 1 et saison 3, épisode 2)
- 2019-2022 : Euphoria : Marsha Jacobs (Paula Marshall) (9 épisodes)
- 2020 : Interrogation (en) : Sharon Russell (Ellen Humphreys) (mini-série)
- 2020 : Porte 7 (es) : Magui Baldini (Mónica Ayos (es))
- 2022 : Twenty-Five Twenty-One : Hee-do (41) [Qui ?]
- 2022 : Remarriage and Desires : Jung-in Heo (Kim Yoon-seo)
- 2022 : 42 jours d'obscurité (es) : ? (?)
- 2022 : Plan de carrière : ? (?)
- 2022 : Kleo : Anne Geike (Alessija Lause (de))
- 2022 : A Million Little Things : Becca (Laura Mitchell) (saison 4, épisodes 10 et 11)
- 2022 : A Spy Among Friends (en) : ? (?) (mini-série)
- 2023 : German Crime Story : Captives (de) : Carmen Gonzalez (Nina-Friederike Gnädig)
- 2023 : The Last of Us : ? (?) (saison 1, épisode 9)
- 2023 : La Reine Charlotte : Un chapitre Bridgerton : ? (?) (mini-série)
- 2023 : Les Fleurs sauvages : ? (?) (mini-série)
- 2023 : Power Rangers : Cosmic Fury : Bajillia Naire (Amanda Billing (en)) (voix)
- 2023 : You and Me : Dr Jackson (Sanchia McCormack) (mini-série)
- 2024 : Le Régime : ? (?) (mini-série)
- 2025 : Smoke : ? (?) (mini-série)
- 2025 : Squid Game : VIP Panthère (Jane Wong) (saison 3)

#### Séries d'animation
- 2023 : Akuma-kun (en) : Etsuko et Adelina